# Кунгурка
Кунгу́рка (рос. Кунгурка) — село у складі Ревдинського міського округу Свердловської області.
Населення — 196 осіб (2010, 244 у 2002).
Національний склад станом на 2002 рік: росіяни — 92 %.